# Барський Парфентій Пилипович
Барський Парфентій Пилипович народився 20 лютого 1913 року у селі Данилова Балка на той час волостному центрі Балтського повіту Подільської губернії. 
Його батько Барський Пилип Спиридонович, 1889 року народження та мати Барська (Жученко) Олена Яківна 1891 р.н. у 1916 році виїхали у Самарську губернію, де обіцяли вільні землі для обробки. Проте лютнева революція 1917 року зруйнувала їх плани - гроші за продаж хати й майна повністю знецінилися ще у дорозі і родина повернулась на Україну. 
Парфентій одружився з Геркіял Марією Михайлівною.  
З наявною трирічною освітою самостійно засвоїв бухгалтерську справу і працював рахівником в Товаристві спільної обробки землі (згодом колгоспі).
Наприкінці 1938 року голова Даниловобалківського колгоспу Піньковський  попередив Парфентія, що він може бути заарештований як син ворога народу петлюрівця  (див. стор. у Вікіпедії - сотник Армії УНР Барський Пилип) і відправлений до заслання на північ СРСР. Додатковим поштовхом для термінового від'їзду став також арешт в квітні 1938 року Жученка Пантелеймона Яковича - рідного брата мами Парфеня Олени Яківни, який на той час працював на державній посаді у місті Дніпропетровську.  Після звільнення на початку війни П.Я.Жученко командував партизанським загоном у Дніпропетровській області.  
На початку 1939 року Барські Парфентій і Марія разом з 5-річним сином Леонідом  виїхали до Красноярського краю, де мешкав родич Жученко Олекса,  батьки якого жили на засланні ще з часів царювання Миколи ІІ.  Олекса допоміг з влаштуванням Парфентія рахівником радгоспу у селищі Седельниково Сухобузимського району у 50 кілометрах від Красноярська, звідки приблизно за півтора роки родина перебралась до більшого селища Міндерла.  
В селі була невелика діаспора українців. Родини інколи збирались, співали українські пісні, читали.  Для Барського Леоніда «Кобзар» Т.Г.Шевченка став першою книгою, за якою він вчився.
Недільного дня 22 червня 1941 року Парфентій з сином біля сільського клубу почули звістку за початок війни та ранішнє бомбардування німцями Києва.  
Після мобілізації у липні 1941 року Барського П.П. скерували у місто Ачинськ для проходження скорочених курсів з підготовки польових санітарів. В грудні на два тижні його відпустили додому. Після чого у складі новосформованої дивізії він відбув на фронт. 
Барський Леонід добре запам'ятав трикутні листи батька з фронту.  На мамин лист зі звісткою про смерть дворічного сина Влодимира у квітні 1942 року батько відповів: «Завтра я побуваю в тому магазині, де ти до війни купувала  ковдру». Із цієї умовності, враховуючи вимоги цензури до солдатських листів, родина зрозуміла, що мова йшла про Харків. 
Під Харковом у травні 1942 року відбулась найневдаліша і трагічна наступальна операція Червоної армії, де радянські війська втратили декількасот тисяч вояків, серед яких був і Парфентій. Листи припинились, а на запит Барської Марії про долю чоловіка надійшла відповідь "пропав без вісті", але вже тільки наприкінці 40-х або у 1950 році.  